# Molophilus collessi
Molophilus collessi är en tvåvingeart som beskrevs av Günther Theischinger 1988. Molophilus collessi ingår i släktet Molophilus och familjen småharkrankar. Inga underarter finns listade i Catalogue of Life.